# Die letzten Tage von San Francisco
Die letzten Tage von San Francisco ist ein US-amerikanisches Stummfilmdrama aus dem Jahr 1927 von Alan Crosland mit Dolores Costello in der Hauptrolle. Der Film wurde von Warner Bros. produziert.

## Handlung
Im Jahr 1769 beansprucht Kapitän de Solano y Vasquez ein großes Stück Land in Kalifornien für Spanien und errichtet eine riesige Ranch an der Pazifikküste. Die Vasquez-Ranch gedeiht bis 1848, als in Sutter’s Mill Gold entdeckt wird. Im Jahr 1849 blüht die nahegelegene Stadt San Francisco, aber die Vasquez-Ranch, die heute Enriques Enkeln gehört, leidet, weil die Arbeiter auf die Goldfelder gegangen sind. Eines Nachts reitet Kapitän Stoner, Kommandant eines der Schiffe der Familie, auf die Hacienda und erschießt den älteren Vasquez-Enkel. Der jüngere Sohn Hernandez tötet daraufhin Stoner, doch die Familie verfällt weiter. Im Jahr 1906 ist Hernandez ein alter Mann, der mit seiner Enkeltochter Dolores auf der Hacienda lebt.
Eines Tages besucht Anwalt Michael Brandon seinen Neffen Terence O’Shaughnesy die Hacienda. Der liebenswerte Terry verliebt sich sofort in Dolores, muss jedoch gehen, als Hernandez Brandons Angebot, die Ranch zu kaufen, ablehnt. Als Brandon am nächsten Tag in San Francisco seinem Mandanten Chris Buckwell mitteilt, dass Hernandez den Verkauf ablehnt, befiehlt ihm der rücksichtslose Buckwell, ein Zwangsvollstreckungsverfahren einzuleiten, und weist Terrys Einwände zurück. Buckwell, bekannt als erbitterter Gegner der wachsenden chinesischen Bevölkerung, setzt lokale chinesische Führer unter Druck, ihr Eigentum außerhalb von Chinatown zu verkaufen, was ihnen Feindschaft einbringt. Niemand ahnt, dass Buckwell selbst Halb-Chinese ist und einen Geheimgang in seinem Keller hat, der es ihm ermöglicht, in den Untergrund nach Chinatown zu reisen, wo er eine chinesische Rolle annimmt. Nur ein hingebungsvolles chinesisches Mädchen, die Blume des Orients, und sein Zwergenbruder Chang Loo, den er grausam in einem Käfig ankettet, kennen Buckwells Geheimnis.
Als Terry die Hacienda aufsucht, um Dolores und ihrem Großvater zu helfen, zögert Hernandez, ihm zu vertrauen und sagt, dass Don Luis, der Sohn eines alten Freundes, ihnen zu Hilfe kommen wird. Terry wird klar, dass Hernandez vorhat, Dolores mit Don Luis zu verheiraten. Nachdem Luis jedoch schlecht auf Hernandez’ Bitte um finanzielle Hilfe reagiert, überzeugt Dolores ihren Großvater, sie Terry um Hilfe bitten zu lassen. Da Dolores weiß, dass Terry in das Café „Poodle Dog“ im Tenderloin-Viertel von San Francisco geht, fährt sie mit der Kutsche in die Stadt, ist aber schockiert, als sie einen betrunkenen Terry beim Zechen mit ein paar lockeren Frauen antrifft. Als sie das Café abrupt verlässt, wird sie von Buckwell beobachtet, der sich zu ihr hingezogen fühlt und Brandon sagt, dass er sich selbst um die Angelegenheiten bezüglich der Vasquez-Ranch kümmern werde.
Während Dolores und Hernandez am nächsten Tag darüber sprechen, jemanden zu finden, der ihnen hilft, sehen sie Buckwell in ihrer Kapelle, der so tut, als würde er beten. Sowohl Hernandez als auch Dolores sind von seinem Charme und seiner offensichtlichen Hingabe beeindruckt und nehmen sein Hilfsangebot dankbar an. Nachdem ihr Großvater in die Stadt gegangen ist, denkt Dolores traurig an Terry und wünscht sich, sie könnte ihn wiedersehen. In diesem Moment kommt Terry zur Hacienda, um sie um Vergebung zu bitten und erklärt, dass er über ihre Verlobung mit Don Luis verzweifelt sei. Dolores erklärt ihm, dass sie nicht verlobt ist und vergibt ihm. Hernandez kommt wie verabredet zu Buckwells Haus, um Brandon die spanischen Landbewilligungspapiere zu zeigen. Gerade als Brandon erklärt, dass Hernandez Glück hat, die Unterstützung eines so mächtigen Mannes wie Buckwell zu haben, kommt Terry und warnt Hernandez, dass er Buckwell nicht trauen kann, der heimlich plant, die Ranch selber zu bekommen, indem er ihn dazu bringt, die Papiere auszuhändigen. Hernandez erkennt, dass Terry die Wahrheit sagt und geht.
Inzwischen ist Buckwell auf der Hacienda angekommen und versucht, Dolores zu umwerben, wird jedoch durch die Ankunft ihres Großvaters gestört. Einige Zeit später kommen Vermesser zur Ranch und beginnen mit der Absteckung des Grundstücks. Als sie sich trotz Hernandez‘ Protesten weigern zu gehen, übergibt Dolores ihrem Großvater das Schwert der Familie Vasquez. Der Anblick der Waffe schlägt die Vermesser in die Flucht. In der Nacht kehrt Buckwell zur Hacienda zurück, wird jedoch von Hernandez wütend empfangen, der einen tödlichen Herzinfarkt erleidet, als er versucht, sein Schwert zu ziehen. Der Tod des alten Mannes erschüttert Buckwell. Im Mondlicht enthüllt Buckwells Gesicht Dolores das Geheimnis seiner Abstammung, die nun erkennt, dass er chinesische Vorfahren hat. Nach Hernandez’ Beerdigung enthüllt Dolores Buckwells Geheimnis Terry, der vorschlägt, ihn aufzuhalten, indem sie es den Anführern von Chinatown erzählen.
Als die Anführer von Chinatown am nächsten Tag Buckwell mit Dolores’ Anschuldigungen konfrontieren, weist Buckwell die Anschuldigungen zurück und besteht darauf, dass Dolores tatsächlich Gast in seinem Haus sei. Anschließend lässt er Dolores in sein Arbeitszimmer holen, um ihre Anschuldigungen zurückzuweisen. Sie weiß, dass Terrys Leben in Gefahr ist, wenn sie Buckwells Lügen nicht bestätigt, und sagt, sie habe sich geirrt. Als ihr jedoch klar wird, dass Buckwell der Blume des Orients kein Zeichen mehr geben kann, Terry zu töten, widerruft sie und sagt, sie könne beweisen, dass er Chinese sei, weil er in seinem Keller einen chinesischen Schrein habe und in dem Keller seinen chinesischen Bruder versteckt halte. Trotz Buckwells Protesten dringt die Gruppe in den Keller ein, wo sie Chang Loo sehen. Bevor die anderen Buckwell jedoch gefangen nehmen können, entkommt er und nimmt Dolores mit. Anschließend bringen er und die Blume des Orients sie in das Bordell von Chang Sue Lee, um sie an den Meistbietenden zu verkaufen. Unterdessen findet Terry mit Hilfe von Chang Loo den Weg durch die unterirdischen Tunnel, die von Buckwells Haus nach Chinatown führen. Gerade als Dolores verkauft werden soll, verspottet Buckwell sie und fordert sie zum Beten auf. Augenblicke später erschüttert ein verheerendes Erdbeben San Francisco, das Gebäude zum Einsturz bringt und viele Menschen tötet, darunter auch Buckwell.
Dolores und Terry überleben die Katastrophe. Einige Zeit später lebt das Paar glücklich mit seiner Tochter im wiederaufgebauten San Francisco.

## Hintergrund
Im Film werden Archivaufnahmen von San Francisco zu Beginn des 20. Jahrhunderts sowie von Weinbergen und einer Rinderfarm gezeigt. Obwohl es sich um einen Stummfilm handelt, wurde er mit einer synchronisierten Vitaphone-Partitur gezeigt. Modernen Quellen zufolge wurden die in der Erdbebensequenz hörbaren Soundeffekte, darunter einstürzende Gebäude und gelegentliche Schreie, drei Tage nach der New Yorker Premiere des Films hinzugefügt.
Ben Carré oblag die künstlerische Leitung. Gordon Hollingshead arbeitete als Regieassistent.

## Veröffentlichung
Die Premiere des Films fand am 21. Juni 1927 in New York statt. Im Deutschen Reich kam er 1928 in die Kinos, in Österreich am 1. Februar 1929.

## Kritiken
Der Filmkritiken-Aggregator Rotten Tomatoes hat in einer Auswertung ein Publikumsergebnis von 30 Prozent positiver Bewertungen ermittelt.
Robert E. Sherwood zog im Magazin Life ein vernichtendes Fazit: Der Film sei das albernste aller albernen Melodramen, die die Leinwand je gesehen habe.